# Kuninaka no Kimimaro
Kuninaka no Kimimaro (japanisch 国中 公麻呂; Geburtsdatum unbekannt; gestorben 11. November 774) war ein hoher japanischer, für Technik zuständiger Beamter für den Tempelbau und Bildhauer in der Nara-Zeit.

## Leben und Wirken
Kuninaka no Kimimaro wird auch einfach als „Kuni Kimimaro“ gelesen. Er wird auch „Kuninaka Renkō Maro“ (国中 連公万呂) genannt, was auch als „Kuninaka no Muraji Kimimaro“ gelesen werden kann. Im Beitrag zum 3. Monat 774 des „Shoku Nihongi“ steht geschrieben, dass sein Großvater Kuni Kotomi (国 骨富) ein Mann aus Baekje (Teil von Korea), den Status eines Tugendhaften hatte und im 2. Jahr der Tenji (663) in Japan eingebürgert wurde.
Während der Tempyō-Ära (729–749), als mit dem Bau des Großen Buddha (Daibutsu, 大佛) des Tempels Tōdai-ji begonnen wurde, erschien Kuninakas Name in den Aufzeichnungen „Konkōmyōji zōbutsu-sho kokusaku kai“ (金光明寺造物所告朔解), niedergeschrieben im Jahr 746, mit dem Titel „Zōbutsu chōkan gejugoige-gekoku“ (造仏長官外従五位下国). Es ist weiter bekannt, dass er den Bau des Großen Buddha als Bauleiter des Tōdai-ji überwachte, der zunächst Konkōmyō-ji (金光明寺) hieß. Zusätzlich zum Bau des Großen Buddha gibt es auch eine Theorie, dass eine Statue der „Fukūkensaku Kannon“ (不空羂索観音像) vom 1. Monat 747, die in dem Tempel Hokke-dō des Tōdai-ji steht, von ihm geschaffen wurde. Im November desselben Jahres erhielt er einen höheren Amtsrang.
Im April 749, als Kaiser Shōmu die Große Buddha-Halle besuchte, wurde Kuninaka weiter rangmäßig befördert. Danach sind für eine Weile keine Aufzeichnungen erhalten, aber im 6. Monat 761 wurde ihm beim Gedenkgottesdienst der Witwe des Kaisers Kōmyō der Rang 1. Klasse verliehen, und im Oktober desselben Jahres wurde er zum „Zō-Tōdaiji Shijikan“ (造東大寺司次官) ernannt. Danach war er unter anderem auch am Bau der Tempels Shin-Yakushi-ji und des Ishiyama-dera beteiligt. Er wurde weiter befördert, aber kurz darauf trat er von seinem Amt als Vizeminister zurück und erhielt im 11. Monat 768 den Ehrentitel „Tajima ingai kai“ (但馬員外介).
Es gibt zwei Ansichten zu Kuninaka: Die eine betont seine Tätigkeit als „großer Buddha-Bildhauer“, wie er in „Daibutsuden Himon“ (大仏殿碑文) genannt wird. Die andere betont seine Tätigkeit des Regierungsbeamten und des Vizeministers des Tōdai-ji. Man kann also davon ausgehen, dass er bildhauerische tätig war und die Rolle eines Regisseurs, der das Ganze überwacht, gespielt hat.